# تناظر الغشاء المرن
تناظر الغشاء المرن (elastic membrane analogy) أو ما يعرف بـتناظر الغشاء الصابوني (soap-film analogy) هو مصطلح مأخوذ عن لودفيج برانتل (Ludwig Prandtl) الرائد في مجال الديناميكا الهوائية عام 1903.
يصف هذا المصطلح توزيع الإجهاد على قضيب طويل في أثناء عملية الفتل. والقطاع المستعرض يكون ثابتًا بطول القضيب ولا يلزم أن يكون دائريًا. والمعادلة التفاضلية التي تحكم توزيع الضغط على شريط الفتل من نفس نوع المعادلات التي تحكم شكل الغشاء الذي يتعرض لضغط فرقي. ولذلك، من أجل اكتشاف توزيع الإجهاد على القضيب، كل ما علينا فعله هو استخراج مقطع عرضي لقطعة من الخشب وتغطيتها بغشاء صابوني وتعريضها للضغط الفرقي. ثم يكون انحدار الغشاء الصابوني في أي منطقة من المقطع العرضي متناسبًا طرديًا مع الإجهاد في القضيب عند نفس النقطة من المقطع العرضي.

## الاستخدام في المقاطع العرضية رقيقة الجدران والمفتوحة
بينما يسمح تناظر الغشاء بتحديد توزيع الضغط على أي مقطع عرضي تجريبيًا، فإنه يسمح أيضا بتحديد توزيع الضغط على المقاطع العرضية رقيقة الجدران والمفتوحة عن طريق نفس المنهج النظري المستخدم في تحديد سلوك المقاطع المستطيلة. وباستخدام تناظر الغشاء، يمكن «تمديد» أي مقطع عرضي رقيق الجدران ليأخذ شكلاً مستطيلاً دون التأثير على توزيع الإجهاد بسبب الفتل. ولذلك يحدث الإجهاد الأقصى للقص في حافة نقطة وسط المقطع العرضي الممدود بالمط وبقيمة تساوي {\displaystyle 3T/bt^{2}}، حيث T هو عزم الدوران المبذول، و b هو طول المقطع العرضي الممدود بالمط، وt هو سمك المقطع العرضي.
ويمكن إثبات أن المعادلات التفاضلية لسطح انحراف الغشاء المتجانس، الذي تعرض لضغط جانبي منتظم وتوتر سطحي منتظم والذي يتساوى خطه المحيطي مع الخط المحيطي للمقطع العرضي للقضيب الواقع تحت تأثير الفتل، وهي نفس المعادلات التي تحكم توزيع الضغط على المقطع العرضي لقضيب تعرض للفتل.

وأول من تكلم عن هذا التناظر هو لودفيج برانتل (Ludwig Prandtl) وذلك عام 1903.

## استعمالات أخرى
استُخدم مفهوم برانتل عن الغشاء المتمدد على نطاق واسع في مجال تصميم الصمام الإلكتروني («الصمام المُفرّغ») (من ثلاثينيات القرن العشرين وحتى ستينيات القرن العشرين) في صياغة مسار الإلكترونات داخل الجهاز. ويتم إنشاء هذا النموذج من خلال شد صفيحة مطاطية رفيعة على إطار وتشويه الصفيحة لأعلى ولأسفل بنماذج مادية من الأقطاب الكهربية المسلطة على الصحيفة من الأسفل. ويتم إمالة المجموعة كلها وتتدحرج الكرات الفولاذية (عندما تتناظر الإلكترونات) لأسفل المجموعة وتتم ملاحظة مساراتها. والسطح المقوس الذي يحيط بـ«الأقطاب الكهربائية» يمثل الزيادة المركبة في قوة المجال، حيث يقترب المتناظر الإلكتروني من «القطب الكهربائي»، ويكون التشوه الصاعد في الصحيفة هو تناظر قريب لقوة المجال.